# متعلم
أسم المفعول لفعل تعلم وهو من يتلقى التعليم، فهو الهدف الأساسي الذي تقوم عليه عملية التعليم، وهو من يتلقى الخبرات والمعلومات بطريقة ما من المعلم وبذلك يتم تغيير في السلوك واكتساب لمهارات تمنحه القدرة على الدخول في المجتمع.